# Saucillo de Ávalos
Saucillo de Ávalos är en ort i Mexiko.   Den ligger i kommunen León och delstaten Guanajuato, i den centrala delen av landet, 300 km nordväst om huvudstaden Mexico City. Saucillo de Ávalos ligger 2 183 meter över havet och antalet invånare är 148.
Terrängen runt Saucillo de Ávalos är kuperad. Runt Saucillo de Ávalos är det mycket tätbefolkat, med 1 221 invånare per kvadratkilometer. Närmaste större samhälle är León de los Aldama, 13,6 km söder om Saucillo de Ávalos. I omgivningarna runt Saucillo de Ávalos växer huvudsakligen savannskog.